# Église d'Orisberg
L’église d'Orisberg (finnois : Orisbergin kirkko) est une église située au manoir d'Orisberg à Isokyrö en Finlande.

## Description
L'église est conçue en 1831 par Carl Ludvig Engel dans un style néo-classique.
L'église et son site sont inscrits à l'inventaire des sites culturels construits d'intérêt national de la direction des musées de Finlande.